# ساق الغراب (رواية)
ساق الغراب (الهربة) رواية للكاتب السعودي يحيى امقاسم، تُعد من أبرز الروايات السعودية التي كُتبت على مذهب الواقعية السحرية في الأدب، تحكي وتؤرخ لصراع على أرض قرية عصيرة إحدى قرى وادي الحسيني في منطقة جازان في السعودية، صدرت طبعتها الأولى عن دار الآداب ببيروت عام 2008، ثم طبعتها عن دار ثقافة ـ أبوظبي عام 2009، ولاحقًا صدرت طبعة جديدة عن دار طوى والجمل ـ لندن بيروت عام 2010.

## وصلات خارجية
- صفحة الرواية علي موقع غود ريدز.
- نبذة عن الكتاب على قناة العربية.